# 伊古奈比咩命神社のアオギリ自生地

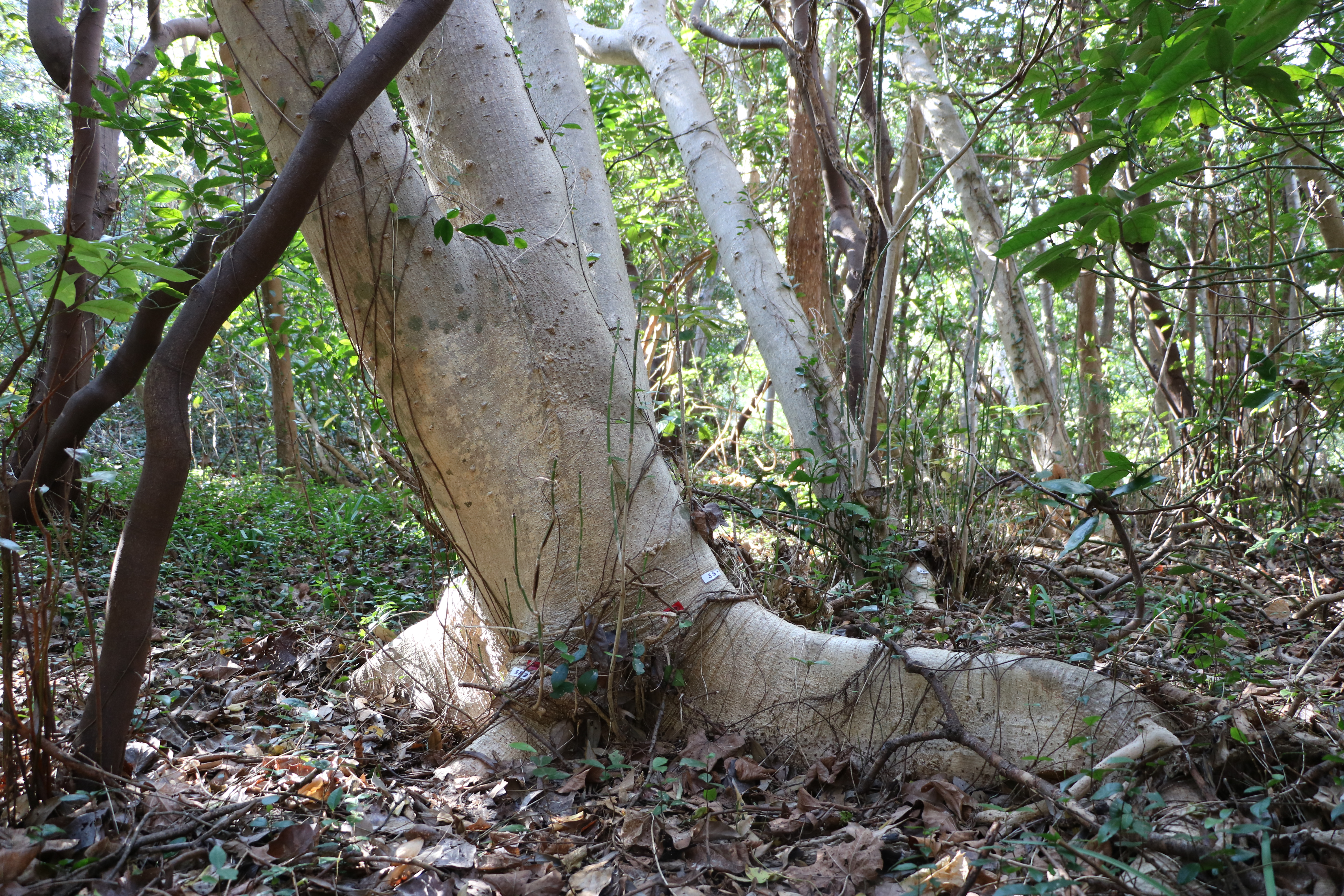
伊古奈比咩命神社のアオギリ自生地。2024年1月17日撮影。

伊古奈比咩命神社のアオギリ自生地（いこなひめのみことじんじゃのアオギリじせいち）は、静岡県下田市白浜に鎮座する伊古奈比咩命神社、通称白濱神社（白浜神社）の境内にある、国の天然記念物に指定されたアオギリの自生地である。
アオギリ（青桐・梧桐、学名: Firmiana simplex）は、中国南部・東南アジアを原産地とするアオイ科アオギリ属の落葉高木で、日本国内では主に琉球諸島以南の亜熱帯に自然分布する暖地性の樹種である。九州以北から四国・本州南岸の沿岸部に生育するものは、古い時代に中国から渡来し野生化したものと考えられている。一般的に目にする機会が多いのは街路樹や庭木など植栽されたものがほとんどであり、野生化したものを含め群落を形成した自生地と言えるものは稀である。
本記事で解説する伊古奈比咩命神社のアオギリ自生地は、伊豆半島南東端に近い北緯34度41分40秒付近にあるが、これは日本国内ばかりでなく全世界におけるアオギリの自生北限に当たり、学術的価値が高く保全の必要があることから、1945年（昭和20年）2月22日に国の天然記念物に指定された。

## 解説

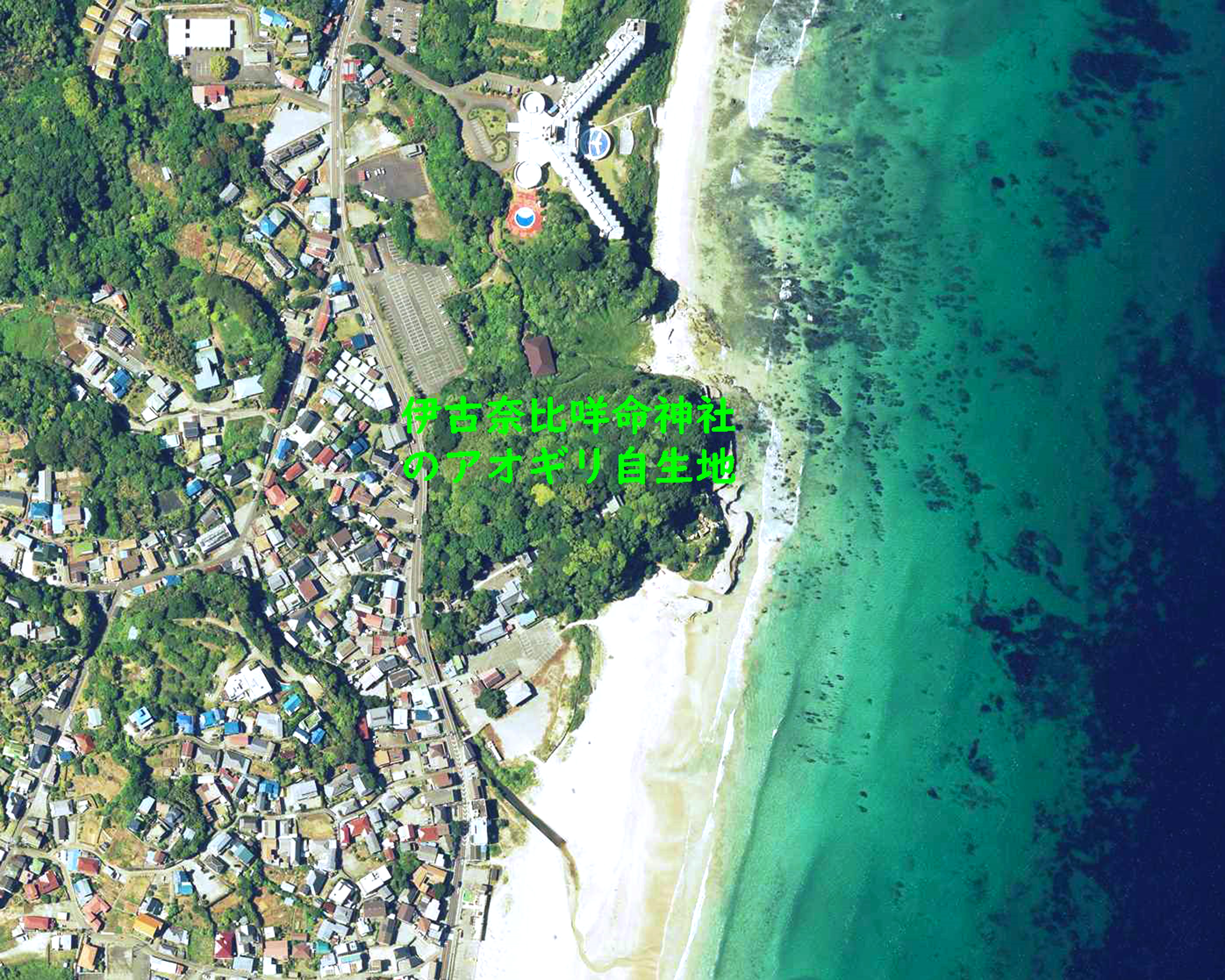
伊古奈比咩命神社のアオギリ自生地周辺の空中写真。海浜部に所在する。。（2017年5月19日撮影の画像を使用作成）

伊古奈比咩命神社のアオギリ自生地のある伊古奈比咩命神社は、下田市中心部から東北に約3キロメートルの地点にあり、伊豆半島最大級の海水浴場として知られる白浜海岸中央部の「火達山（ひたちやま・ひたつやま）」と呼ばれる小高い丘を境内としている。相模灘を背にして鎮座する社殿の周辺には、古来より神域として保護された約12,000坪の社叢が広がり、暖地性の豊かな植物相が残されている。
この社叢には海浜植物も含めると400種近くの植物があり、1922年（大正11年）4月には植物学者の本田正次が植物採取に訪れるなど、古くから植物学者の間で知られていたが、この社叢のアオギリ自生地を国の天然記念物に指定するため尽力したのは、東大教授で小石川植物園園長を務めた中井猛之進であった。中井は伊古奈比咩命神社の社叢全域の調査を進める中で、神域の砂丘の一角に伊豆半島ではここだけに自生するハマジャコウソウ（浜麝香草、学名：Thymus quinquecostatus Celak. f. maritimus H.Haraを発見している。国の天然記念物に指定されたのは第二次世界大戦末期の1945年（昭和20年）2月22日で、当時の保存要目の第五「著シキ植物ノ分布ノ境界ヲ示セル所」として国の天然記念物に指定された。
社叢は典型的な暖地性樹種で構成され、トベラ、スダジイ、イヌマキ、アオキなどの常緑樹が密生している。このうち林床にフユイチゴやツワブキなどが生育する社叢北側の平坦部にアオギリが多数自生し、純林に近い群落を形成している。アオギリの樹高は10メートルから20メートルに達するが、当指定地での樹高は最大で約9メートル程である。神社正面の鳥居を抜けた正面に拝殿があり、拝殿手前左手の赤い鳥居をくぐると本殿方面へ上る緩やかな登り坂があり、ここに「天然記念物 青桐の樹林」と刻まれた石柱がある。かつてこの石柱の傍らに目通り幹囲1.3メートルものアオギリの巨樹があったが、昭和30年代の中頃に枯死してしまったという。しかし社叢内のアオギリの生育状況は極めて旺盛で個体数も多く、境内の北側から南側にかけて繁殖域を広げつつあり、南側の海岸に面した崖上にも数株自生し、一部のアオギリは国道135号に沿った神社西側の外縁にも見られる。
当地から南西の下田市街地に隣接する場所にあった静岡県立下田南高等学校（現、下田メディカルセンター）の校庭には、かつて植栽されたアオギリの巨樹があり、樹形や葉柄、葉身の形態は伊古奈比咩命神社のアオギリと比較しても同じであったが、新緑の時期の葉の萌出に大きな違いがあり、校庭のアオギリは一斉に葉が萌出るのに対して、伊古奈比咩命神社のアオギリは下方の葉から成長して梢の先端部へ登るよう徐々に萌出て、下方の葉が新緑を蓄える5月半ばを過ぎても先端の葉は冬芽のままであり、野生のアオギリと植栽のものとでは違いが見られたという。
夏ごろに穂のような花をつけるが目立たず、団扇のような葉は厚くて重く、秋になると黄葉して風が無くても自重で落ちる。落葉と同じ頃に舟の形をした豆果（さや）が割れ、中から梧桐子（ごどうし）と呼ばれるえんどう豆のような実が出てくるが、この実は太平洋戦争の戦時中には炒めて食用にしたり、煎ってコーヒー豆の代用品として使用されたという。木材としての価値は乏しいが、樹皮の繊維が強靭なため縄や粗布などに使用されていた。

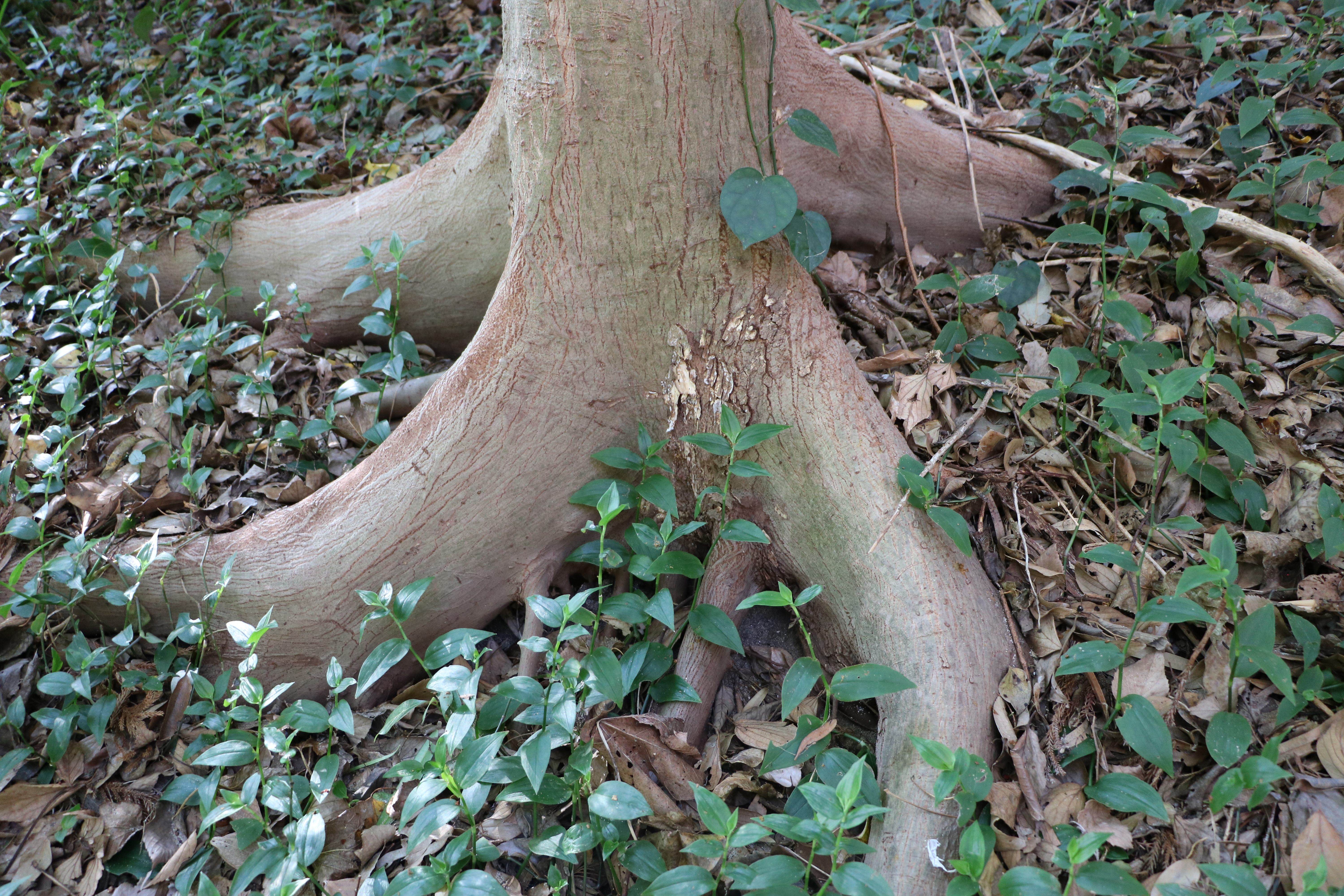
同じアオイ科の木本であるサキシマスオウノキやカポックなどと同様に特徴的な根を持つ。
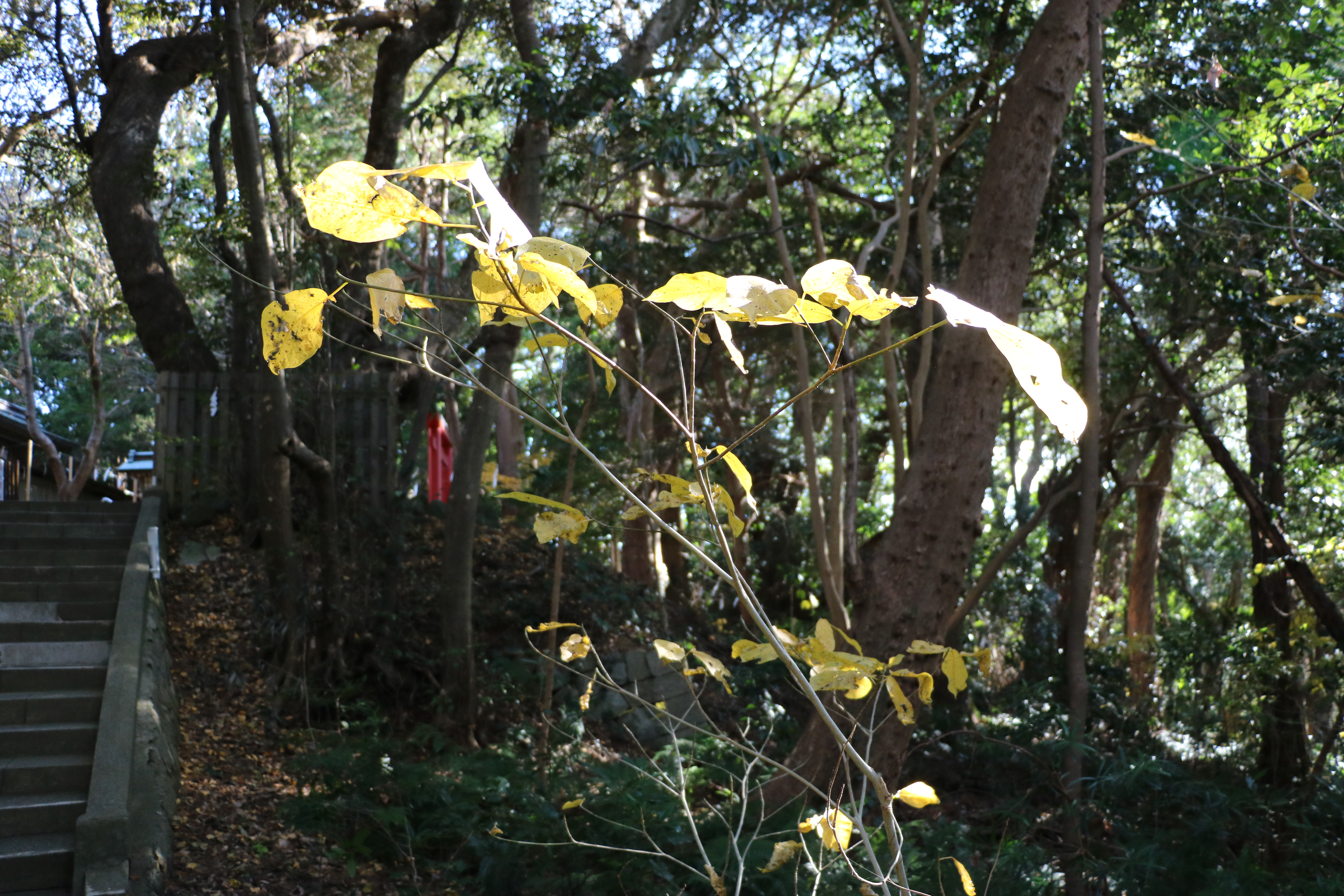
若木の黄葉。
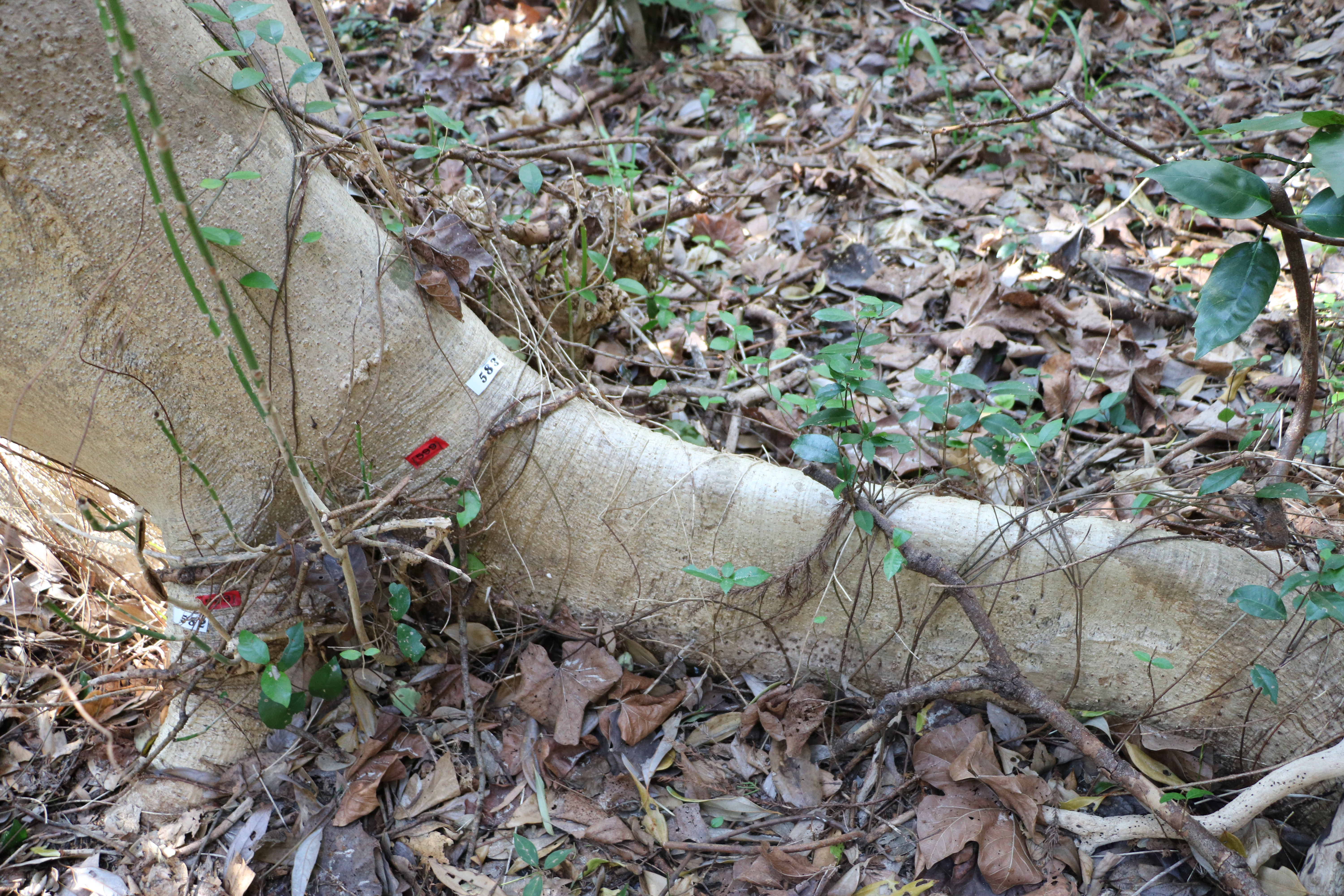
根部に調査のナンバリングがある。
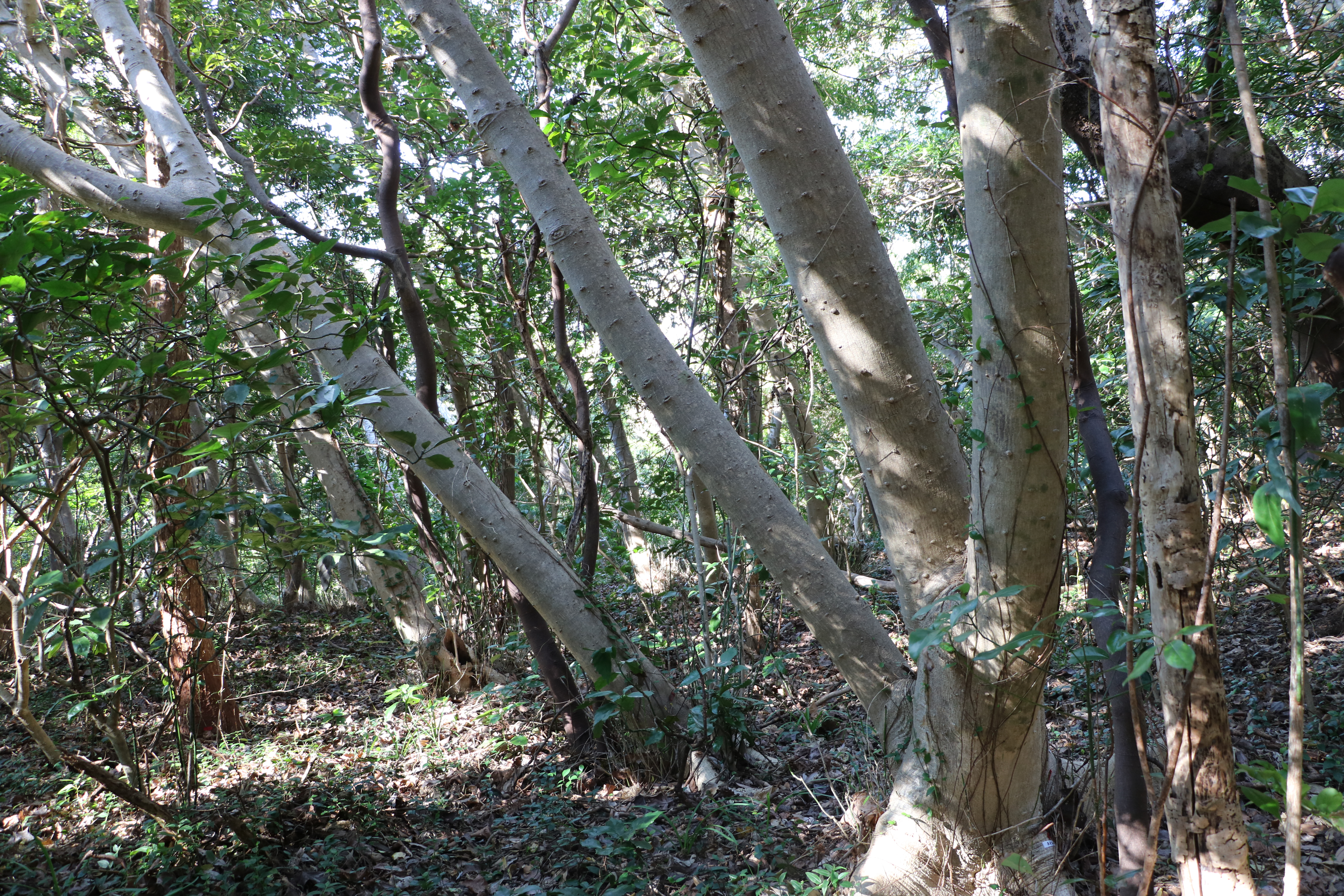
生育状況は良好で純林に近い群落を形成している。

## 交通アクセス
所在地
- 静岡県下田市白浜2741-1。

交通
- ここでは伊古奈比咩命神社へのアクセスを示す[12]。
  - 伊豆急行伊豆急行線伊豆急下田駅から東海バスで約10分。
  - 東名高速道路沼津インターチェンジより車で約1時間30分。